# Barthélemi de Stürmer
Barthélemi de Stürmer (né à Péra le 26 décembre 1787, mort à Venise le 8 juillet 1863) est le fils du baron Ignace de Stürmer, internonce d'Autriche à Istanbul, et de la baronne Elisabeth de Testa. Afin de lui assurer une formation de qualité, il fut inscrit à l'Académie orientale de Vienne, où il entra comme élève en 1796. Il rejoint son père à Istanbul en 1806.
Il est bientôt envoyé à l’ambassade de Saint-Pétersbourg où il figure comme secrétaire de légation en 1811. Il rencontre Karl Philipp de Schwarzenberg qui l'entraîne dans ses déplacements sur plus de 8000 lieux. Il l'accompagne notamment au congrès de Châtillon en 1814. C'est au printemps de cette même année qu'il rencontre sa future épouse, une jolie française qui porte le nom d’Ermance de Boutet. Après la convention du 2 août 1815, il sollicite auprès de Metternich la place de commissaire autrichien à Sainte-Hélène. L'Empereur d'Autriche accepte sa candidature. Il se rend à Sainte-Hélène où il arrive le 17 juin 1816 avec sa jeune épouse à bord de l'Oronte. L'arrivée des commissaires n'est pas appréciée des Britanniques. Stürmer s'aperçoit bientôt de l'impossibilité de remplir la mission confiée par Metternich et qui est de s'assurer de ses propres yeux de la présence de l'empereur Napoléon Bonaparte sur l'île, de dénoncer toute tentative d'évasion et de rédiger tous les mois un rapport en accord avec les autres commissaires.
Les archives britanniques et la bibliographie sur la vie de Napoléon à Sainte-Hélène et son entourage sont si importantes qu'elles permettraient certainement de retracer la vie du commissaire autrichien et de son épouse semaine par semaine si ce n'est jour par jour. L'examen détaillé ferait certainement ressortir qu'il ne put s'occuper que de « bagatelles » auxquelles Hudson Lowe donnait exagérément de l'importance. Dans ses courriers, Stürmer revient à plusieurs reprises sur l'inutilité de sa mission. Pendant les deux années qu'il passa sur l'île, il ne put jamais voir directement l'Empereur.
La situation du commissaire autrichien et de son épouse n'était pas agréable. Ils étaient recherchés par l'entourage de Napoléon alors que Metternich leur avait ordonné de repousser toute tentative de contact. Stürmer était mis en cause malgré lui par Hudson Lowe dans l'affaire Welle. Son épouse, qui connaissait la famille de las Cases, devait se tenir constamment sur ses gardes pour ne pas nuire à la carrière de son mari.
Stürmer fut finalement rappelé et nommé ministre plénipotentiaire à Philadelphie auprès des États-Unis. Avant de s'y rendre en poste, il obtint pour son épouse « après deux ans et demi d'exil, de dégoûts et de sacrifices », le droit de revoir ses parents en France. Il fut ensuite envoyé un moment à Rio de Janeiro. Il resta sans affectation particulière jusqu'en 1832, restant un moment en Autriche où ils fréquentaient la bonne société. Ils étaient proches de Léontine de Metternich, la fille du chancelier. Stürmer fut ensuite de longues années internonce d'Autriche à Istanbul (1832-1850). Ses éminents services le firent récompenser en 1842 par le titre de comte. Il se retira ensuite en Italie et mourut à Venise en 1863.